# Douchy-Montcorbon
Douchy-Montcorbon es una comuna nueva francesa situada en el departamento de Loiret, de la región de Centro-Valle de Loira.

## Historia
Fue creada el 1 de enero de 2016, en aplicación de una resolución del prefecto de Loiret de 30 de noviembre de 2015 con la unión de las comunas de Douchy y Montcorbon, pasando a estar el ayuntamiento en la antigua comuna de Douchy.

## Demografía
| Gráfica de evolución demográfica de Douchy-Montcorbon entre 1800 y 2013 |
|                                                                         |

Los datos entre 1800 y 2013 son el resultado de sumar los parciales de las dos comunas que forman la nueva comuna de Douchy-Montcorbon, cuyos datos se han cogido de 1800 a 1999, para las comunas de Douchy y Montcorbon de la página francesa EHESS/Cassini. Los demás datos se han cogido de la página del INSEE.

## Composición
| Comuna delegada | Código INSEE | Población (2013) | Superficie (km²) | Densidad (hab./km²) |
| --------------- | ------------ | ---------------- | ---------------- | ------------------- |
| Douchy          | 45129        | 1047             | 23.51            | 45                  |
| Montcorbon      | 45211        | 463              | 26.61            | 17                  |